# 自然保护区

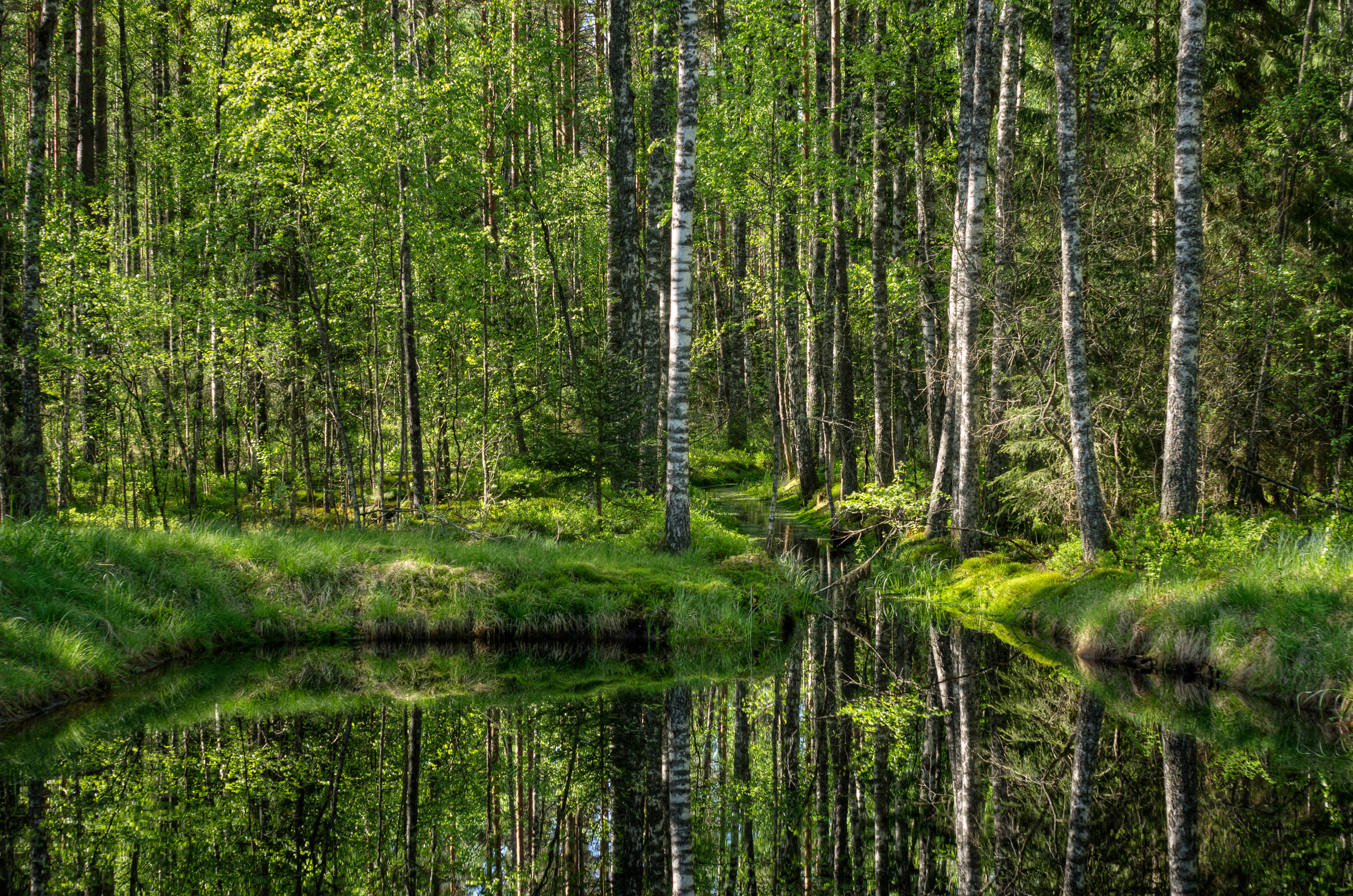
圖為愛沙尼亞珀爾瓦縣最大的自然保護區——穆斯托亞自然公園。

自然保护区指相关法律建立的以保护生物多样性的环境、地质构造及水资源等自然综合体的核心区域。
在自然保护区内，人类的各种活动受到不同程度的限制，以确保一区域内的保护对象保持无人为干预的自然发展状况。自然保护区的设立必须以保护包含某个核心对象为目标，地域为陆地、水体，对象为具有代表性的生态系统、珍稀濒危动物的天然集中分布区、水源涵养区、具有典型代表性地质构造、地质剖面和化石资源等。
世界上最早建立的自然保护区为美国加利福尼亚州西迈山谷的红杉树保护区，在1864年建立。

## 历史
“自然保护区”为中国大陆“保护区”最常用分类。《中国自然保护纲要》对“自然保护区”的定义：“自然保护区是指为了自然保护的目的，把包含保护对象的一定面积的陆地或水体划分出来，进行特殊的保护和管理的区域”。《自然保护区条例》定义“指对有代表性的自然生态系统、珍稀濒危野生动植物物种的天然集中分布区、有特殊意义的自然遗迹等保护对象所在的陆地、陆地水体或者海域，依法划出一定面积予以特殊保护和管理的区域。”
中国大陆自1956年第一家自然保护区成立，到1965年共计19个，1979年59个；但由于人民公社和计划经济强调“以粮为纲”，损坏严重而失去保护价值。1980年代以后，特别是1979年公布了《环境保护法》、颁布了保护自然环境与自然资源的法律和条例，如森林法、水法、矿产资源法、森林和野生动物类自然保护区管理办法等，到1985年发展为360个；随着1987年的《中国自然保护纲要》的发布，到1990年达到606个。